# 서대문역
서대문역(Seodaemun station, 西大門驛)은 서울특별시 종로구 통일로에 위치한 수도권 전철 5호선의 지하철역이다. 서대문구, 종로구, 중구 등의 경계에 위치해 있다.

## 역사
- 1996년 12월 30일: 서울 지하철 5호선 여의도역~왕십리역 구간 연장 개통과 함께 영업 개시
- 2016년 8월 1일: 서대문역에서 서대문(강북삼성병원)역으로 역명 변경

## 역 구조
1면 2선의 섬식 승강장을 갖추고 있는 지하역이다. 스크린도어가 설치되어 있다. 출구는 8개가 있다. 이 역은 곡선 승강장으로 승강장과 전동차 사이의 틈새가 넓기 때문에 승·하차시 발이 빠지지 않도록 주의하여야 한다.

### 승강장
| 충정로 ↑ |
| 하 상 \| |
| ↓ 광화문 |

| 상행 | ● 수도권 전철 5호선 | 충정로 · 공덕 · 여의도 · 신길 · 까치산 · 김포공항 · 방화 방면         |
| 하행 | ● 수도권 전철 5호선 | 광화문 · 종로3가 · 동대문역사문화공원 · 천호 · 하남검단산 · 마천 방면 |

## 역 주변
1번 출구
- 충정로2가
- 경기대학교
- 인창중.고등학교

2번 출구
- 충정로우체국
- 서대문노인종합복지관
- 감리교신학대학교

3번 출구
- 독립문 방면
- 경희궁자이아파트
- 교남동주민센터 방면

4번 출구
- 경희궁공원
- 서울시교육청 / 서울적십자병원
- 강북삼성병원 / 돈의문박물관마을

5번 출구
- 경향신문
- 문화일보 / 청춘극장
- 국토발전전시관 / 농업박물관(농업협동조합 (대한민국))

6번 출구
- 이화여자고등학교
- 이화여자외국어고등학교
- 중앙일보

7번 출구
- 경찰청
- 동북아역사재단
- 서대문경찰서
- 서울역방면

8번 출구
- 미동초등학교

## 이용객 변동
| 노선  | 노선   | 일평균 인원수 (명/일) | 일평균 인원수 (명/일) | 일평균 인원수 (명/일) | 일평균 인원수 (명/일) | 일평균 인원수 (명/일) | 일평균 인원수 (명/일) | 일평균 인원수 (명/일) | 일평균 인원수 (명/일) | 일평균 인원수 (명/일) | 일평균 인원수 (명/일) | 각주  |
| 노선  | 노선   | 2000년                | 2001년                | 2002년                | 2003년                | 2004년                | 2005년                | 2006년                | 2007년                | 2008년                | 2009년                | 각주  |
| ----- | ------ | --------------------- | --------------------- | --------------------- | --------------------- | --------------------- | --------------------- | --------------------- | --------------------- | --------------------- | --------------------- | ----- |
| 5호선 | 승차   | 15,834                | 17,070                | 17,329                | 17,462                | 17,261                | 16,609                | 16,177                | 15,839                | 15,787                | 15,425                | [ 1 ] |
| 5호선 | 하차   | 16,195                | 17,750                | 18,089                | 18,224                | 18,040                | 17,052                | 16,457                | 16,239                | 16,183                | 16,142                | [ 1 ] |
| 5호선 | 승하차 | 32,029                | 34,820                | 35,419                | 35,686                | 35,301                | 33,661                | 32,634                | 32,078                | 31,970                | 31,567                | [ 1 ] |
| 노선  | 노선   | 2010년                | 2011년                | 2012년                | 2013년                | 2014년                | 2015년                | 2016년                | 2017년                | 2018년                |                       | [ 1 ] |
| 5호선 | 승차   | 15,654                | 16,165                | 17,167                | 17,181                | 16,948                | 17,035                | 17,346                | 17,045                | 17,138                |                       | [ 1 ] |
| 5호선 | 하차   | 16,354                | 16,845                | 17,694                | 17,815                | 17,470                | 17,451                | 17,695                | 17,314                | 17,481                |                       | [ 1 ] |
| 5호선 | 승하차 | 32,009                | 33,010                | 34,861                | 34,996                | 34,418                | 34,486                | 35,041                | 34,359                | 34,619                |                       | [ 1 ] |

## 인접한 역
| 서울 지하철 5호선 본선 | 서울 지하철 5호선 본선 | 서울 지하철 5호선 본선            |
| ---------------------- | ---------------------- | --------------------------------- |
| 531 충정로 방화 방면   | ● 수도권 전철 5호선    | 533 광화문 하남검단산 · 마천 방면 |

## 사진

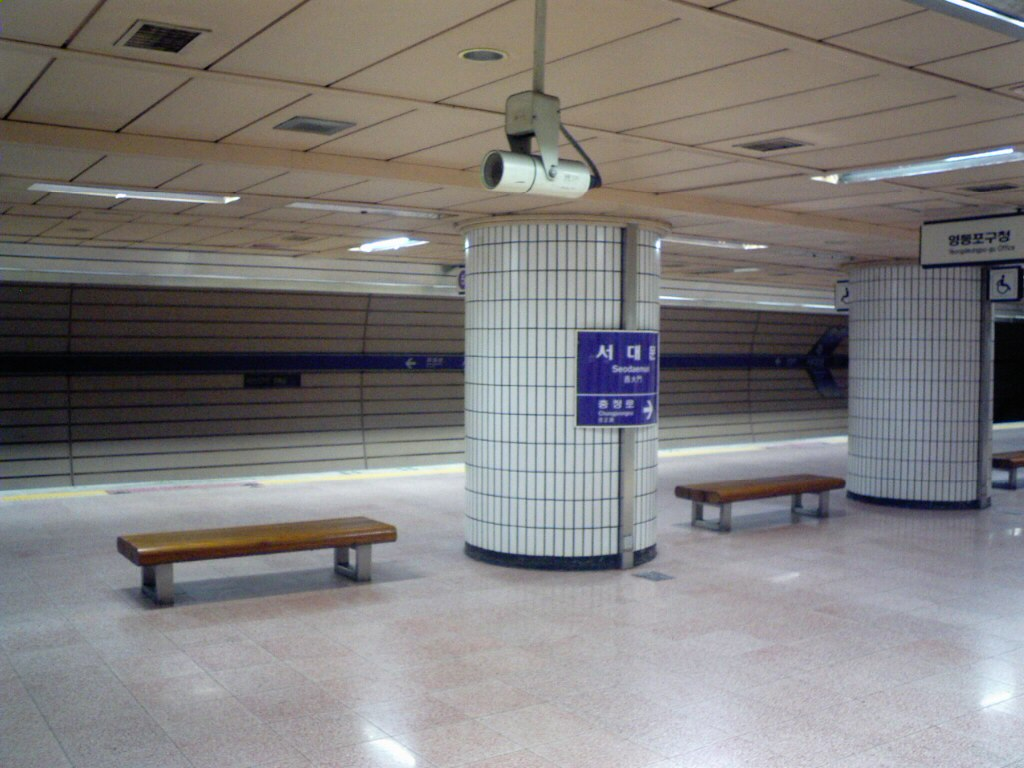
승강장 (스크린도어 설치 전)
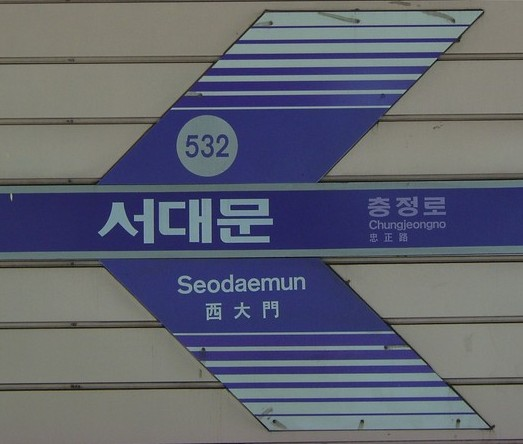
날개 역명판
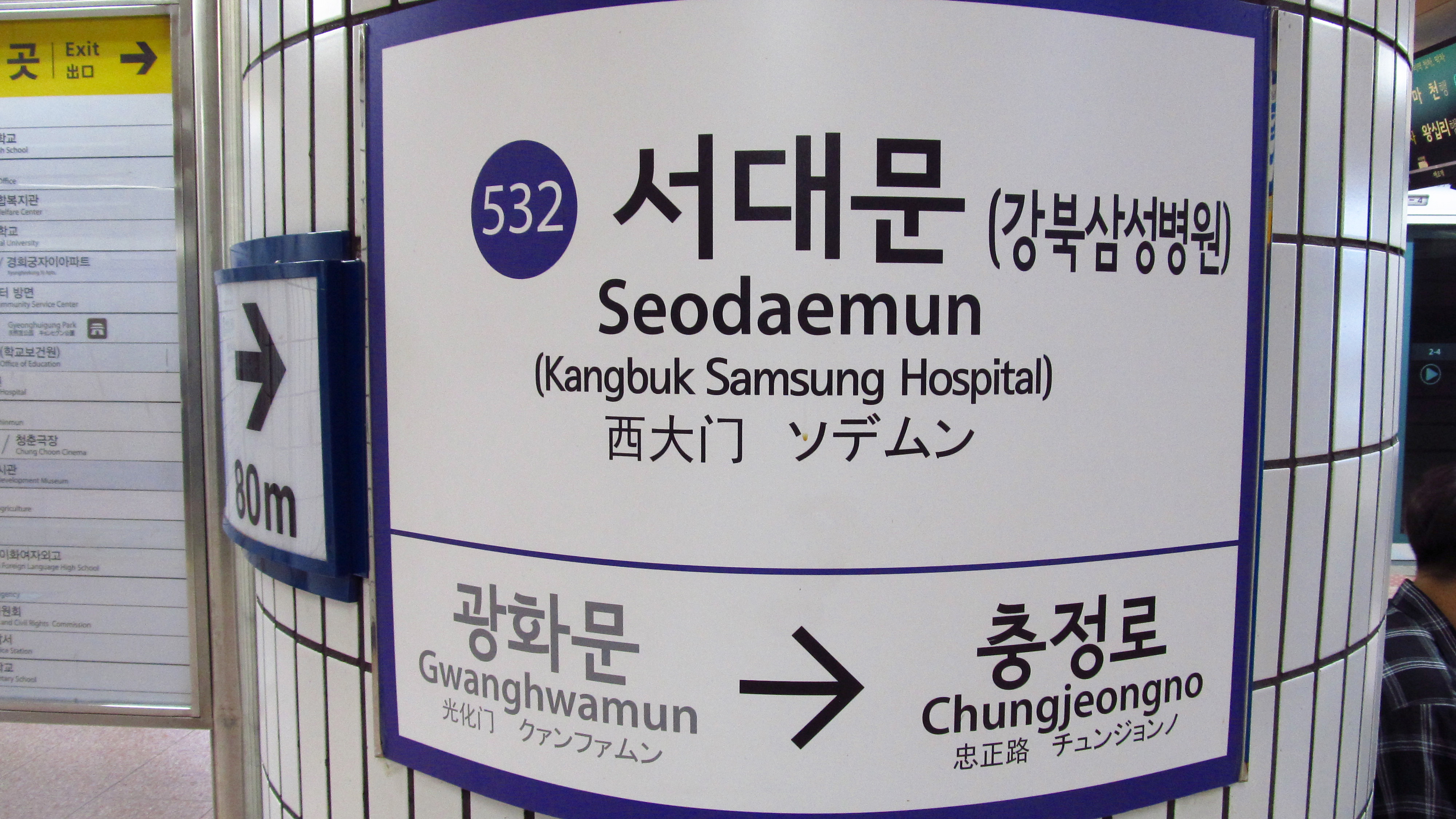
신 역명판